# Wilson Yip
Wilson Yip Wai-Shun (葉偉信; nascut el 1964) és un actor, cineasta i guionista de Hong Kong. Les seves pel·lícules inclouen Bio Zombie, The White Dragon, Duel de dracs, Dragon Tiger Gate, Flash Point i la sèrie Ip Man.

## Carrera

### Inicis
Aficionat al cinema des de molt aviat, Yip anava al cinema sempre que podia i sovint escrivia crítiques al dors dels talons d'entrades. Va entrar al negoci del cinema als anys 80, començant com a "gofer" i arribant a ajudant de direcció.
El seu debut com a director va ser 01.00 AM, un compendi de terror de tres segments. Va dirigir dues de les tres parts, una amb Veronica Yip com a infermera que veu estrelles del pop mortes, i Anita Yuen entrevistant un dimoni.
El seu següent esforç, Daze Reaper, va ser una pel·lícula d'explotació del Categoria III, basada en una història de crim real sobre un guàrdia de la presó que es converteix en assassí. El següent va ser Mongkok Story, una història explotadora en la línia de Young and Dangerous, i una altra trilogia de terror, Midnight Zone, sobre mites urbans. També es va dedicar a la comèdia amb Teaching Sucks, sobre dos professors de Hong Kong interpretats per Anthony Wong i Jan Lam.
El 1998 Wilson va coescriure i dirigir el seu èxit de culte més gran de l'època, Bio Zombie, que va ser influenciat per El despertar dels zombis i té lloc en un centre comercial, on un petit grup d'inadaptats s'uneixen per sobreviure.

### Punt d'inflexió
El 1999, Yip va dirigir Bullets Over Summer, protagonitzada per Francis Ng i Louis Koo com a dos detectius que persegueixen una banda de criminals mortals que han d'utilitzar l'apartament d'una dona gran amb demència (Helena Law Lan) per a la vigilància. La pel·lícula de més pressupost de la seva carrera fins aleshores, considera Bullets Over Summer el seu "punt d'inflexió". Va compartir un premi al millor guió als Premis de la Societat de Crítics de Cinema de Hong Kong de 2000 per la pel·lícula.
L'any 2000 va ser escollit per Golden Harvest per dirigir Skyline Cruisers, una pel·lícula d'acció de gran pressupost. Yip no es portava bé amb el repartiment i es va enfrontar amb la direcció de l'estudi per diferències creatives.
Altres pel·lícules inclouen la història de ciència-ficció i acció 2002, i les comèdies romàntiques, Dry Wood Fierce Fire (amb Miriam Yeung i Louis Koo) i Leaving Me, Loving You (amb Leon Lai i Faye Wong). El 2004, Yip també va dirigir la seva primera pel·lícula d'estil wuxia, The White Dragon, protagonitzada per Cecilia Cheung i Francis Ng.
Yip també actua, principalment fent papers petits. Inclouen un proxeneta a The Runaway Pistol i un exorcista Taoista a germans Pang The eye (L'ull).

### Pel·lícules amb Donnie Yen
El 2005, Yip va dirigir la seva pel·lícula més aclamada per la crítica, Duel de dracs. Un retorn a l'estil dels anys 80 del cinema d'acció de Hong Kong, SPL va protagonitzar Simon Yam i Donnie Yen com a oficials de policia de Hong Kong intentant fixar un crim en un gàngster imparable, interpretat per Sammo Hung.
El 2006, Yip va tornar a formar equip amb Yen per a una adaptació d'un manga de Hong Kong, Dragon Tiger Gate. El 2007, Yip va llançar Flash Point, un altre drama criminal d'arts marcials en la mateixa línia que SPL. La pel·lícula va ser protagonitzada per Donnie Yen, Louis Koo i Collin Chou.
L'última col·laboració de Yen i Yip com a actor i director, Ip Man, és un relat semibiogràfic d'Ip Man, el primer mestre de les arts marcials (xinès: Sifu) per ensenyar les art marcial xinès de Wing Chun obertament. També va incloure la coreografia de lluita de Sammo Hung. La pel·lícula es va estrenar el desembre de 2008 i immediatament va ocupar el primer lloc la setmana d'estrena a Hong Kong, guanyant més de 2,8 milions de dòlars HK en tres setmanes.
Ip Man 2, que és produït per Raymond Wong, recull la vida d'Ip Man després de la seva migració a Hong Kong, on es va enfrontar al seu deixeble més famós, Bruce Lee. La pel·lícula es va estrenar el 29 d'abril de 2010.
El 2014, es va anunciar que Yip i Yen es reunirien per a una tercera pel·lícula Ip Man, per començar a rodar-se a principis de 2015 per estrenar-se a finals d'any. La pel·lícula es presentarà als cinemes en 3D per primera vegada a la franquícia.
El 2016, Donnie Yen va anunciar que ell i Yip col·laborarien una vegada més en una quarta pel·lícula d'Ip Man.

## Filmografia
Aquesta és una llista de pel·lícules en què va participar Wilson Yip.

### Com a cineasta
| Any        | Pel·lícula                           | Crèdit   | Crèdit    | Crèdit    | Notes                                                                          |
| Any        | Pel·lícula                           | Director | Guionista | Productor | Notes                                                                          |
| ---------- | ------------------------------------ | -------- | --------- | --------- | ------------------------------------------------------------------------------ |
| 1994       | Victory                              | No       | No        | Executiu  | N/D                                                                            |
| 1995       | 01:00 A.M.                           | Sí       | No        | No        | N/D                                                                            |
| 1995       | Daze Raper                           | Sí       | No        | No        | N/D                                                                            |
| 1996       | Hong Kong Showgirls                  | No       | Sí        | Executiu  | N/D                                                                            |
| 1996       | Mongkok Story                        | Sí       | No        | No        | N/D                                                                            |
| 1997       | Midnight Zone                        | Sí       | Sí        | No        | N/D                                                                            |
| 1997       | Teaching Sucks                       | Sí       | Sí        | No        | N/D                                                                            |
| 1998       | Bio Zombie                           | Sí       | Sí        | No        | N/D                                                                            |
| 1999       | Bullets Over Summer                  | Sí       | Sí        | No        | N/D                                                                            |
| 2000       | Skyline Cruisers                     | Sí       | No        | No        | N/D                                                                            |
| 2000       | Juliet in Love                       | Sí       | Sí        | No        | Nominat Premi del Cinema de Hong Kong al millor director                       |
| 2001       | 2002                                 | Sí       | Sí        | No        | N/D                                                                            |
| 2002       | Dry Wood Fierce Fire                 | Sí       | Sí        | No        | N/D                                                                            |
| 2002       | The Mummy, Aged 19                   | Sí       | Sí        | No        | N/D                                                                            |
| 2004       | Leaving Me, Loving You               | Sí       | Història  | No        | N/D                                                                            |
| 2004       | The White Dragon                     | Sí       | Sí        | No        | N/D                                                                            |
| 2005       | Duel de dracs                        | Sí       | Sí        | No        | N/D                                                                            |
| 2006       | Dragon Tiger Gate                    | Sí       | No        | No        | N/D                                                                            |
| 2007       | Flash Point                          | Sí       | No        | No        | N/D                                                                            |
| 2008       | Ip Man                               | Sí       | No        | No        | Nominat Premi del Cinema de Hong Kong al millor director                       |
| 2010       | All's Well, Ends Well 2010           | No       | No        | Sí        | N/D                                                                            |
| 2010       | Ip Man 2                             | Sí       | No        | No        | Nominat Premi del Cinema de Hong Kong al millor director                       |
| 2011       | A Chinese Ghost Story                | Sí       | No        | No        | N/D                                                                            |
| 2011       | Magic to Win                         | Sí       | No        | No        | N/D                                                                            |
| 2015       | Triumph in the Skies                 | Sí       | No        | No        | N/D                                                                            |
| 2015       | SPL II: A Time for Consequences      | No       | No        | Sí        | Guanyador Premi al mèrit de la Societat de Crítics de Cinema de Hong Kong Film |
| 2015       | Ip Man 3                             | Sí       | No        | No        | Nominat Premi del Cinema de Hong Kong al millor director                       |
| 2016       | League of Gods                       | No       | No        | Sí        | Guanyador Premi Escombra d'Or a la pitjor pel·lícula                           |
| 2016       | Heartfall Arises                     | No       | No        | Sí        | N/D                                                                            |
| 2017       | Paradox                              | Sí       | No        | No        | Nominat Premi del Cinema de Hong Kong al millor director                       |
| 2019       | Ip Man 4: The Finale                 | Sí       | No        | Sí        | Nominat Premi del Cinema de Hong Kong al millor director                       |
| 2021       | Limbo                                | No       | No        | Sí        | Nominat Premi del Cinema de Hong Kong a la millor pel·lícula                   |
| A anunciar | The Dream, the Bubble and the Shadow | Sí       | Sí        | Executiu  | N/D                                                                            |

### Com a actor
- United We Stand (1986)
- The Beloved Son of God (1988)
- Mr. Smart (1989)
- Little Cop (1989)
- The Fun, the Luck & the Tycoon (1990)
- Skinny Tiger, Fatty Dragon (1990)
- Gangs '92 (1992)
- Second to None (1992)
- Why Wild Girls (1994)
- Forbidden City Cop (1996)
- Mongkok Story (1996)
- Midnight Zone (1997)
- PR Girls (1998)
- Afraid of Nothing, the Jobless King (1999)
- Among the Stars (2000)
- United We Stand and Swim (2001)
- Final Romance (2001)
- You Shoot, I Shoot (2001)
- Horror Hotline... Big Head Monster (2001)
- The Runaway Pistol (2002)
- Happy Family (2002)
- Love Undercover (2002)
- The Eye (2002)
- Mighty Baby (2002)
- And Also the Eclipse (2004)
- Simply Actors (2007)
- All's Well, Ends Well 2011 (2011)
- 12 Golden Ducks (2015)